# Sunds
Sunds – miasto w Danii, w regionie Jutlandia Środkowa, w gminie Herning, nad brzegiem Sunds Sø.